# Scree Gap
Scree Gap (englisch für Schutthaldenlücke) ist ein Gebirgspass nahe dem westlichen Ende Südgeorgiens. In etwa 300 m Höhe verläuft er zwischen der Church Bay und der Schlieper Bay.
Der South Georgia Survey kartierte ihn während seiner von 1951 bis 1957 dauernden Vermessungskampagne. Das UK Antarctic Place-Names Committee gab ihm 1958 seinen deskriptiven Namen.